# Петнаести македонски корпус НОВЈ
Петнаести македонски корпус НОВЈ формиран је у првој половини октобра 1944. године. Био је формиран под именом Други корпус НОВЈ, име које је носио до 10. новембра 1944. године. При формирању, у његов су састав ушле 41. и 49. македонска дивизија НОВЈ. Први командант корпуса био је Алекса Демниевски, након чега га је убрзо заменио Тихомир Милошевски. Политички комесар корпуса био је Наум Наумовски.
Одмах након формирања, учествовао је у борбама против јединица немачке Армијске групе Е, које су се повлачиле из Грчке долином Вардара. Учествовао је и у ослобађању Повардарја, преспанског и охридског краја, а затим и Кичева и Гостивара.
Корпус је реорганизован децембра 1944. године, након чега су у његов састав ушле 42. и 48. македонска дивизија НОВЈ. Корпус је тада добио назив „ударни“.
Од јануара 1945. године, корпус је учествовао у борбама на Сремском фронту у саставу Прве армије ЈА. Корпус је тада бројао око 22.000 бораца и официра. Расформиран је 11. априла 1945. године, након чега су његове дивизије стављене под команду Прве армије ЈА.